# Lamprospilus clarissa
Lamprospilus clarissa is een vlinder uit de familie van de Lycaenidae. De wetenschappelijke naam van de soort werd als Thecla clarissa in 1920 gepubliceerd door Draudt.